# Bridger-Teton National Forest
Der Bridger-Teton National Forest ist ein Nationalforst der Vereinigten Staaten im Westen des US-Bundesstaates Wyoming. Mit einer Fläche von 13.800 km² ist er der zweitgrößte Nationalforst außerhalb von Alaska. Er erstreckt sich vom Yellowstone-Nationalpark, entlang der östlichen Grenze des Grand-Teton-Nationalparks und von dort über den Westhang der Kontinentalen Wasserscheide zum südlichen Ende des Wind River Range. Weiter südwärts umfasst er nahe der Grenze zu Idaho die Gebirge der Salt River Range und Wyoming Range. Innerhalb des Nationalforstes befinden sich die Gros Ventre Wilderness, Bridger Wilderness und Teton Wilderness mit einer Gesamtfläche von 4900 km². Weitere Sehenswürdigkeiten innerhalb des Waldgebietes sind der Gannett Peak, der mit 4207 Metern der höchste Berg Wyomings ist, und der Gros Ventre Landslide, der zu den größten sichtbaren Erdrutschen der Erde gehört. Der Nationalforst ist Teil des Größeren Yellowstone-Ökosystems, das eine Fläche von 81.000 km² umfasst.

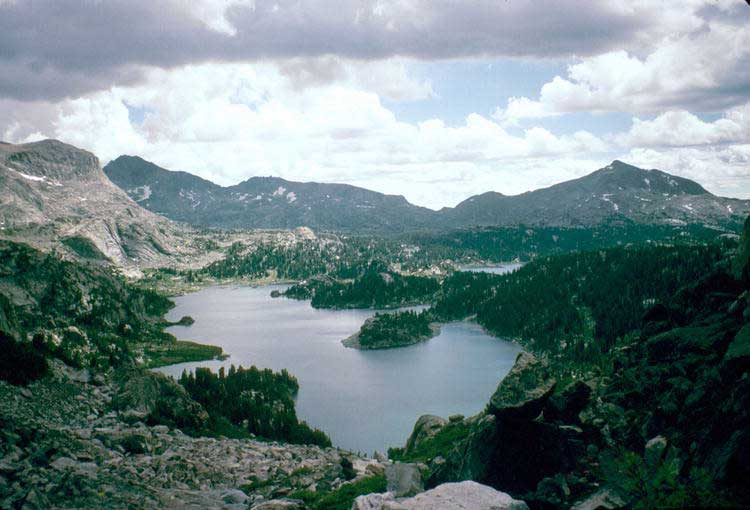
See im Bridger-Teton National Forest

Neben dem Gannett Peak als höchsten Gipfel besitzt der Nationalforst noch rund vierzig weitere Berge mit über 3600 Metern Höhe. Dank den hohen Gebirgen und reichhaltigem Schneefall, der an einigen Stellen über 15 Meter pro Jahr betragen kann, erhalten die Bäche und Flüsse eine konstante Wasserzufuhr. Innerhalb des Waldgebietes befinden sich die Quellgebiete des Yellowstone, Snake und Green Rivers, sowie insgesamt 1500 Seen, die ebenfalls zur Wasserspeisung dieser Flüsse beitragen. Innerhalb der Grenzen des Nationalforstes befinden sich sieben der größten Gletscher außerhalb Alaskas.
Die am häufigsten verbreiteten Baumarten sind Küsten-Kiefern, Engelmann-Fichten, Douglasien, Zitterpappeln und Weißstämmige Kiefern. In tieferen Lagen dominieren Weiden, Grünland und Wüsten-Beifuß, wohingegen oberhalb der Waldgrenze Almwiesen üblich sind. Zu den gefährdeten und bedrohten Tierarten innerhalb des Waldes gehören Grizzlys, Wölfe, Schwarzfußiltisse und Wanderfalken. Insgesamt sind 75 verschiedene Säugetierarten im Wald bekannt. Zu den vier hier auftretenden Unterarten der Kehlschnittforelle gehört die besonders seltene Snake River Cutthroat Trout. Zu den 355 beobachteten Vogelarten zählen unter anderem Weißkopfseeadler, Trompeterschwan, Kanadakranich und Kiefernhäher.
Durch den Bridger-Teton National Forest verlaufen über 3200 Kilometer an Wanderwegen, die Zugang zu den Wildnisgebieten ermöglichen und mit dem Wanderwegnetz des Yellowstone-Nationalparks verbunden sind. Es gibt mehrere mit dem Auto zugängliche Campingplätze, die Picknicktische sowie Stellplätze für Zelte und Wohnmobile anbieten. Die Temperaturen können nachts das ganze Jahr über unter den Gefrierpunkt rutschen. Im späten Frühling und frühen Sommer sind Stechmücken verbreitet. Die Durchschnittstemperatur im Sommer beträgt ungefähr 21 °C und kann im Winter auf unter -45 °C sinken.
Die U.S. Highways 26 und 287 führen beim Togwotee Pass über die Kontinentale Wasserscheide hinüber und von Norden aus in den Nationalforst hinein. Über die Highways 89 und 191 hat man in der Nähe von Jackson Zugang zum südlichen Teil des Waldes. Forstämter befinden sich in Pinedale, Kemmerer, Big Piney, Buffalo und Greys River. Das Hauptbüro liegt in Jackson.
Der Bridger-Teton National Forest wurde 1973 aus dem Bridger National Forest und dem Teton National Forest zusammengelegt. Der Bridger National Forest entstand 1923 aus dem Wyoming National Forest, der 1908 aus dem Yellowstone Forest Reserve hervorging. Das Teton Forest Reserve wurde etwa zur selben Zeit erschaffen und bildete später den Teton National Forest.
Die Landfläche des Bridger-Teton National Forest bedeckt Teile der Counties Sublette, Teton, Lincoln, Park und Fremont County.